# مياه معدنية

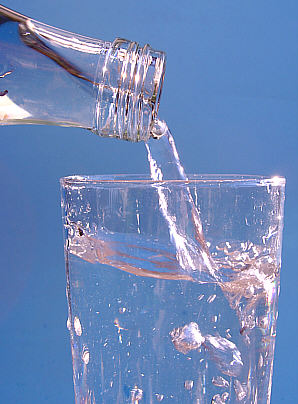
مياه معدنية

المياه المعدنية هي المياه التي تأتي من الآبار أوالجبال، وهي تحتوي على أملاح معدنية يختلف تركيبتها بحسب طبقات الارضية التحتية وتضاريس المنطقة الآتية منها وقد تحتوي على بعض الغازات. وهي تختلف في رائحتها وطعمها ودرجة حرارتها.

## أنواع المياه المعدنية
تصنف بعض البلاد مثل سويسرا وألمانيا والنمسا أنواع المياه المعدنية كالآتي:
- مياه معدنية طبيعية: وهي تأتي من طبقات عميقة تحت سطح الأرض في مناطق عديدة في العالم وتكون محمية من التلوث. تعبأ في زجاجات وتعرض للبيع.
- مياه الآبار: تأتي هذه المياه أيضا من طبقات تحت الأرض، ويمكن أن تخلط بثاني أكسيد الكربون فتكون فوّارة.
- ماء للعلاج: وهذه مياه ثبت تأثيرها العلاجي في تخفيف الأمراض أو الوقاية منها. وعادة تحتوي على نفس نسبة الأملاح التي تحتويه المياه المعدنية الطبيعية. يمكن نزع بعض أملاح تلك المياه أو إضافة أملاح إليها لتوافق المقتضيات الصحية .

تصنيف المياه المعدنية الطبيعية ومياه المعادن كما يأتي:
- 1-الماء المعدني الطبيعي غير الغازي:

الماء المعدني الطبيعي غير الغازي هو ماء معدني طبيعي لا يحتوي على غاز الكربون الحر بمقادير تفوق الكمية الضرورية لإبقاء الأملاح الهيدروجين والكربونات الموجودة في الماء ذائبة.
- 2-الماء المعدني الطبيعي الغازي طبيعيا:

الماء المعدني الطبيعي الغازي طبيعيا هو ماء معدني طبيعي يحتوي على كمية الغاز نفسها التي يحتويها عندما ينبع وفي حدود التفاوتات التقنية المسموح بها .

## تجهيز المياه المعدنية
تحتاط بعض البلاد مثل ألمانيا والنمسا ولا تسمح بتعبئة المياه المعدنية إلا بتصريح من الإدارات الصحية، وليس هذا غريبا فقد وصل عدد التصاريح الجاري العمل بها في ألمانيا نحو 800 تصريح.
وبينما يتخلل تجهيز المياه المعدنية وتعبئتها معاملة مكثفة إلا أنه ليس من المسموح تغيير نسب الأملاح الموجودة في المياه المعدنية الطبيعية، ما عدا نزع جزء من كمية أملاح الحديد والتي قد تقلل من فترة صلاحية استعمال تلك المياه. كما يمكن إضافة ثاني أكسيد الكربون فيتكون حمض الكربونيك H2CO3. ويساعد حمض الكربونيك على بقاء الماء المعدني صالحا للشرب لمدة طويلة حيث يعمل الوسط الحمضي على تطهير المياه من الميكروبات.

## كيفية تكونها
المياه المعدنية تسمى أيضًا المياه الغازية، وهي مياه ينابيع تحتوي على نسبة كبيرة من المواد المعدنية أو الغازات آتية من طبقات الأرض التي تستخرج منها . وتشمل المواد المعدنية الملح، وكبريتات المغنسيوم، والجير، والمغنيسيا، والحديد، والسليكا، والبورون، والفلور، والكثير من المواد الأخرى، وقد تحتوي على قدر يسير جدا من مواد مشعة. أما أكثر الغازات شيوعًا فيها فهي ثاني أكسيد الكربون وكبريتيد الهيدروجين ، ولكن كبريتيد الهيدروجين ذو رائحة كريهة.
وفي معظم الأحيان تكون هذه المياه مياه أمطار تسربت تحت الأرض خلال الصخور وأذابت المواد المعدنية في طريقها. وقد تحتوي بعض الينابيع على مياه صهارية تتصاعد من أعماق الأرض بعد تكونها خلال عملية كيميائية داخل الصخور. وبعض الينابيع حارة، وبعضها الآخر عادي الحرارة.

## استخداماتها
استخدم الناس المياه المعدنية منذ الأزمنة القديمة لعلاج أمراض مثل الروماتيزم والالتهابات الجلدية وعُسْر الهضم. وتراعى درجة حرارة الماء وموقعه وارتفاع مستواه والمناخ المحيط بالينابيع عند استخدامه في العلاج. كما أنشئت في بعض البلدان منتجعات ينابيع طبيعية حول الينابيع ومنها باث في جلوسترشاير في إنجلترا، وبادن ـ بادن في الغابة السوداء بألمانيا، وفيشي في فرنسا وسيدي حرازم ووالماس ومولاي يعقوب وعين سايس وعين حية في المغرب

## قوانين الاتحاد الأوروبي
تتكئ القوانين الوطنية بشأن استخراج وبيع المياه المعدنية الطبيعية على توجيهات الاتحاد الأوروبي.
(2009/54/EG). وفي حالة ظهور اختلاف بين توجيهات الاتحاد الأوروبي والتوجيهات الوطنية فإن توجيهات الاتحاد الأوروبية تسود ولا بدّ من تعديل الحكومات لقوانينها لتتوافق مع توجيهات الاتحاد الأوروبي.
من المهم أن تثبت تركيبة المياه المعدنية الطبيعية ودرجة حرارة منبعها ومواصفاتها الأخرى الأساسية وأن يكون تغيرها في حدود تغيرها الطبيعي .
وطبقا لتوجيهات الاتحاد الأوروبي فإن المياه المعدنية الطبيعية لابدّ من أن تخضع للبند 4 من توجيهات الاتحاد الأوروبي من وجهة عدم معاملة المياه إلا في حدود ضيقة. فمثلا يمكن لمعبئي المياه خفض مركبات الحديد أو مركبات الكبريت أو الصوديوم منها، باستخدام طرق فيزيائية (لإنتاج ماء معدني خالٍ من الحديد أو خالٍ من الكبريت أو قليل الصوديوم) . كما من المسموح إزالة بعض المركبات من المياه الآتية من طبقات صخور معينة بواسطة غاز الأوزون.
ويسمح أيضا بإزالة حمض الكربونيك من المياه المعدنية الطبيعية أو إضافته إليها.
في بعض الحالات يمكن إزالة مواد غير مرغوب فيها من المياه مثل المنجنيز أو الزرنيخ بواسطة طرق معالجة خاصة تسمح بها الإدارة الصحية. ينطبق هذا أيضا على أملاح الفوريد حيث تستخدم طريقة أكسيد الألمونيوم المنشط لإزالته.(Europäische Verordnung Nr. 115/2010)

## اقرأ أيضاً
- غذاء
- تغذية متوازنة
- تخسيس
- نستله أمريكا الشمالية للمياه